# 亚历山大的圣狄奥斐卢斯
亞歷山大的狄奥斐卢斯（或译为提亚非罗、西奥菲勒斯等）是亞歷山大科普特教會的第23任宗主教，也是聖馬可席位的牧首。他成為宗主教时，正值基督徒與亞歷山大不同宗教團體發生衝突的時候。

## 背景
391年，提亞非羅發現了一個隱藏的異教徒神廟(根據索佐門和弗魯門修斯的說法)。提亞非羅和他的跟隨者將異教徒的文物公諸於世，這舉動冒犯了異教徒，引起異教徒不滿及攻擊。然後，基督教派反擊使異教徒退到塞拉皮姆。及後，皇帝去信提亞非羅，要求他赦免犯錯的異教徒，但同時也需要毀掉神廟。根據與提亞非羅同時代的索克拉蒂斯所說，毀掉神廟的要求是提亞非羅所提出。391年毀了塞拉比斯神廟(Serapeion)和它的藏書館，又興建了許多教堂。
許多古代和現代學者將毀滅塞拉比斯的行動視為基督教戰勝其他宗教的代表。根據第七世紀尼基鳥(Nikiu)的約翰所說，當一些亞歷山大暴民對哲學家希帕提亞動用私刑時，卻稱讚提亞非羅的侄子和繼承人區利羅摧毀了城市中最後的偶像崇拜遺跡。
提亞非羅曾支持俄利根的追隨者，後來轉為批評他們。提亞非羅的上帝觀，由支持俄利根所提出的上帝沒實體，轉為支持當地修士所相信擬人化的上帝觀。
403年，提亞非羅在侄子區利羅的陪同下前往君士坦丁堡，並在那裡主持了廢黜聖金口約翰的橡樹會議(Synod of the Oak)，招來安提阿基督徒嚴重不滿。
提亞非羅只在亞歷山大的科普特教會中被封為聖人，但東正教、羅馬天主教或亞述教會均不承認他的聖人身份。

## 作品
講道稿：
- 耶穌受難和善良盜賊 （页面存档备份，存于）
- 罪與審判(Sermon on Death and Judgement)[4]
- 上主的眷顧(Sermon on Providence)[4]
- 那位女人因流血所受的苦(Sermon On The Woman Suffering From A Flow Of Blood)[4]
- 耶穌走遍加利利(Sermon on The Text 'Jesus Went About All Galilee')[4]
- 《悔改與自律》(Homily On Repentance And Self-Control)[4]
- 《論奧秘的晚餐》(Homily on the Mystical Supper)[4]

其他著作：
- 與聖熱羅尼莫、教宗聖亞納大削一世和教宗聖依諾增爵一世的信件
- 反對金口約翰的小冊子

提亞非羅的許多講章在他們中間留存下來，不過只有少數被視為真正是他寫。
他最著名的作品也許是《論奧秘的晚餐》(Homily on the Mystical Supper)。